# Ramón Marsal
Ramón Marsal Ribó conosciuto come Ramón Marsal (Madrid, 12 dicembre 1934 – Madrid, 22 gennaio 2007) è stato un calciatore spagnolo, di ruolo centrocampista.

## Palmarès

### Competizioni nazionali
- Campionato spagnolo: 2

Real Madrid: 1956-1957, 1957-1958

### Competizioni internazionali
- Coppa dei Campioni: 5

Real Madrid: 1955-1956, 1956-1957, 1957-1958, 1958-1959, 1959-1960
- Coppa Latina: 1

Real Madrid: 1957